# Wanda Piusińska
Wanda Piusińska, z domu Kryńska (ur. 8 lipca 1928 w Warszawie, zm. 4 sierpnia 2010 tamże) – polonistka, bibliotekarka, bibliograf, wicedyrektor Biblioteki Narodowej w latach 1982–1992.

## Życiorys
Urodziła się 8 lipca 1928 r. w Warszawie w rodzinie inteligenckiej. Szkołę powszechną ukończyła we wsi Kobylany (pow. Siedlce), gdzie jej rodzice Stanisław i Maria Kryńscy pracowali jako nauczyciele. W 1946 r. uzyskała tzw. małą maturę w gimnazjum w Łosicach i kontynuowała naukę w Państwowym Liceum im. Emilii Plater w Białej Podlaskiej. Po zdaniu matury w 1948 r. rozpoczęła studia polonistyczne na Wydziale Filologicznym Uniwersytetu Warszawskiego. Dyplom magistra uzyskała w 1952 r. Już w czasie studiów pracowała dorywczo w Bibliotece Narodowej, a od 1952 r. została zatrudniona na stałe w Instytucie Bibliograficznym. Przez kilkanaście lat pracowała w Zakładzie Bibliografii Retrospektywnej, zajmując się opracowaniem materiałów do bibliografii narodowej za okres 1901–1939. W 1969 r. została kierowniczką Działu Druków Nowszych w Bibliotece Narodowej, obejmującego zakłady zajmujące się gromadzeniem i przechowywaniem dokumentów (książek, czasopism, dokumentów życia społecznego) XIX i XX w. oraz ich opracowaniem bibliograficznym (katalogi alfabetyczne) i treściowym (katalogi rzeczowe). 1 grudnia 1982 r. została powołana na stanowisko zastępcy dyrektora Biblioteki Narodowej. Odpowiadała za działalność biblioteczną tzw. Książnicy, obejmującą gromadzenie, opracowanie, informację, udostępnianie, przechowywanie i konserwację wszystkich typów zbiorów oraz za przygotowanie i publikowanie prac naukowych i informacyjnych z tego zakresu (informatory o zbiorach, publikacja katalogów centralnych i katalogów zbiorów specjalnych: rękopisów, starych druków, mikrofilmów, dokumentów ikonograficznych, kartograficznych, muzycznych). W 1992 r. odeszła na emeryturę, pozostając do 1996 r. w niepełnym wymiarze czasu pracy na stanowisku pełnomocnika dyrektora ds. zagospodarowania nowego gmachu Biblioteki Narodowej (w al. Niepodległości 213). Była to kontynuacja jej zadań z okresu wcześniejszego, gdy pełniła funkcję zastępcy dyrektora. Do jej kompetencji należało m.in. rozplanowanie rozmieszczenia kilkumilionowych zbiorów XIX i XX w. oraz kierowanie procesem ich fizycznego przemieszczania.
Problematyka jej zainteresowań naukowych związana była początkowo z retrospektywną bibliografią narodową, a następnie z gromadzeniem i opracowaniem zbiorów bibliotecznych. Publikowała na łamach „Poradnika Bibliotekarza”, „Bibliotekarza”, „Przeglądu Bibliotecznego”, „Biuletynu Instytut Bibliograficznego”. Jest autorką artykułów, rozdziałów, recenzji, bibliografii, w tym monografii Problemy selekcji w polskiej bibliografii narodowej 1901-1939 oraz wielu opracowań roboczych, raportów, opinii, programów i sprawozdań z zakresu bibliografii, gromadzenia i opracowania zbiorów Biblioteki Narodowej.
Zmarła 4 sierpnia 2010 r. w Warszawie. Pochowana jest na Cmentarzu Komunalnym Północnym, kwatera D-II-5/6, rząd 1, grób 13.

## Wybrane publikacje (według chronologii)
- Polska bibliografia osobowa 1944-1955. „Biuletyn Instytutu Bibliograficznego” 1956, t. 5, nr 2, s. 45–75 (współautor J. Wilgat, E. Słodkowska, K. Ramlau),

- Przewodnik Bibliograficzny. Urzędowy Wykaz Druków Wydanych w Polskiej Rzeczypospolitej Ludowej. „Poradnik Bibliotekarza” 1958, nr 9-10, s. 255–257,

- Polskie czasopisma bibliograficzne w latach 1901–1927. „Przegląd Biblioteczny” 1963, z. 1, s. 92–101,

- Narodowa bibliografia retrospektywna 1901-1939. Kontynuacja Bibliografii Polskiej Estreicherów w Instytucie Bibliograficznym. W: Księga pamiątkowa ku czci Karola Estreichera (1827-1908). Studia i rozprawy. Red. Roman Hennel. Kraków: Wydawnictwo Literackie, 1964, s. 114–130,

- Problemy selekcji w polskiej bibliografii narodowej 1901-1939. Warszawa: Biblioteka Narodowa, 1969,

- Katalogi wielkich bibliotek naukowych jako źródła polskiej retrospektywnej bibliografii narodowej. W: Z problemów bibliografii. Red. Maria Lenartowicz, Janina Pelcowa, Henryk Sawoniak. Warszawa: Biblioteka Narodowa, 1970, s. 171–183,

- Zbiory nowsze (druki zwarte, ciągłe i dokumenty życia społecznego) wydane od roku 1801. W: 50 lat Biblioteki Narodowej Warszawa 1928-1978, Warszawa: Biblioteka Narodowa, 1984, s. 215-240[3][4].

## Odznaczenia i nagrody
- Zasłużony Działacz Kultury (1972),
- Złoty Krzyż Zasługi (1975),
- Krzyż Kawalerski Orderu Odrodzenia Polski (1984),
- Nagroda II st. im. Heleny Radlińskiej (1984)[5].